# ホーランジアの戦い
ホーランジアの戦い（ホーランジアのたたかい、英語: Battle of Hollandia）とは、第二次世界大戦中の1944年4月下旬から6月下旬に、日本軍とアメリカ軍の間で、ニューギニア島北岸の町ホーランジア（現在のジャヤプラ）で行われた戦闘である。アメリカ軍の作戦名はレックレス作戦（Operation Reckless）である。

## 背景
戦争初期に太平洋に面したニューギニア北岸一帯から東岸までを占領した日本軍であったが、1942年7月からのポートモレスビー攻略作戦は失敗に終わった。連合軍の反撃が始まり、ブナ方面の作戦、バサブアの戦い、ラエの戦い、フィンシュハーフェンの戦いと次々に日本軍（第18軍）は敗北、1944年4月頃には第18軍の主力はマダン～ウェワクの間に展開して疲弊した軍の回復を計っていた。
ホーランジアは良好な港湾と飛行場適地があり1943年3月に日本海軍が飛行場を建設した。その後は陸軍により飛行場の増設が行われ、ウェワク方面の後方基地と補給拠点の役割を果たしていた。連合軍上陸前の4月20日時点では、日本陸軍の第18軍兵站関係者約6,600人、第6飛行師団を中心にした第4航空軍関係者約7,000人、海軍の第9艦隊関係者約1,000人の計約14,600人が駐留していた。兵力は多かったが、兵站関係部隊と航空関係部隊がその大部分を占め地上戦闘員は少数であった。わずかに南洋第6支隊が守備隊として送られたが、現地で兵員調達の予定のため幹部要員のみで、しかも輸送船を撃沈されて兵器弾薬を喪失した状態で到着していた。
航空関係の部隊が多かったのは東部ニューギニアの戦況が悪化する中、1944年3月頃からウェワク方面の第4航空軍のホーランジアへの後退を進めていたからである。第4航空軍の司令部は3月25日にウェワクからホーランジアに後退したが、3月30日に連合軍の大空襲を受け130機余りが地上撃破された。これは前年8月のウェワク空襲での損害に続く失態で、第4航空軍と第6飛行師団の幹部3名が更迭され、第6飛行師団長心得に稲田正純少将が発令された 。稲田少将は4月11日にホーランジアに到着したが、その10日後に連合軍の上陸を迎えることになる。第4航空軍は、南方軍の指揮下に入ることになり、4月15日に司令部をホーランジアからセレベス島のメナドに移動した。連合軍は上陸前日の4月21日にも空母部隊による大空襲を行い、これによりホーランジアの日本軍航空機は壊滅した。
第9艦隊は名こそ艦隊であったが実態は駆逐艦不知火と敷設艦白鷹の二隻に駆潜艇が十数隻と小規模なものであり、陸戦隊が主力であった。1944年3月以降はほとんどの艦艇が異動となっており、実質的に艦艇のない艦隊となっていた。
連合軍は1944年2月末からアドミラルティ諸島の攻略を開始し、ここの日本軍を制圧してラバウル包囲網を完成させ、カートホイール作戦の目標の「ラバウルの無力化」を達成した。アドミラルティ諸島はさらに西に向かう連合軍の重要拠点として海空の基地の整備が行われた。連合軍は続いてフィリピンに向けてさらに前進するため、航空基地を開設することを主目的としてホーランジア（ウェワクの西約350Km）へ上陸することにした。しかし、ホーランジアは連合軍の既存の基地から遠く、また長期にわたり空母航空機の支援に依存することはできないため、上陸後の航空支援をどうするかが最大の課題であった。検討の結果、アイタペ（ウェワクの西約150Km、ホーランジアの東約200Km）には日本軍の飛行場があるが防衛体制は薄弱なので、上陸後48時間で戦闘機用の飛行場として整備することができ、ホーランジアでの戦いの航空支援に使用できると判断された。また、アイタペはウェワクの日本軍が西に進撃してきた場合の防衛ラインにも適していると考えられた。これらの理由によりアイタペにも同時に上陸することが決定された。
アメリカ軍はホーランジアに約4万人の兵力を、アイタペには2万人を投じることにした。また3月末にはホーランジア上陸の準備としてホーランジアに近いパラオの日本軍基地をアメリカ軍空母部隊（第58任務部隊）が空襲（ディセクレイト・ワン作戦, en）して日本軍の航空、海上戦力を制圧した。ホーランジアとアイタペへの上陸日は4月22日に決まった。
これまでニューギニア本島での連合国軍の主力はオーストラリア軍が中心だったが、この戦いでは初めてアメリカ陸軍が戦力の主軸となった。
またホーランジア攻略の陽動作戦としてインド洋でイギリス海軍によりコックピット作戦が行われた。

## 参加兵力

### 日本軍
以下の部隊のほか、アイタペから転進中の第18軍関係の部隊、第41師団の一部部隊、野戦高射砲第36大隊、独立工兵第36連隊、第1揚陸隊などの計2500人が滞在していた。また、ホーランジアから西へ移動中の海軍第8建設部の軍属約2000人も存在した。。
- 第18軍関係 - 6600人
  - 第3野戦輸送司令部 - 北園豊蔵少将。
  - 南洋第6支隊 - 本来は2個歩兵大隊と戦車中隊から成るが、戦車中隊は経由地のパラオに残置。2個歩兵大隊は編成未了で幹部要員のみ。
  - 第54兵站地区隊 - 石津經吉大佐。第54兵站警備隊（3個中隊と歩兵砲隊）、第54兵站勤務中隊ほか。
  - 港湾・船舶関係：海上輸送第4大隊、第31・第49碇泊場司令部主力、第3揚陸隊の一部
  - 第79・第113兵站病院
  - その他：独立自動車第42大隊・建築勤務第49中隊・特別建築勤務第26中隊・軍通信隊・軍補給諸廠の各一部
- 第4航空軍関係 - 7000人
  - 第6飛行師団 - 稼動航空機30-40機と地上要員多数。
  - 防空関係：独立機関砲第38・第39中隊、野戦高射砲第66・第68大隊、照空第3大隊
- 海軍関係 - 1000人
  - 第9艦隊司令部 - 遠藤喜一中将
  - 第90警備隊 - 司令：鬼束鉄夫大佐

### 連合軍
- アメリカ陸軍第6軍
  - 第41歩兵師団主力 - 2個連隊戦闘団が助攻部隊としてフンボルト湾に上陸。なお、残余はアイタペ攻略に。
  - 第34歩兵師団主力 - 2個連隊戦闘団が主攻部隊としてタナメラ湾に上陸。なお、残余はアイタペ攻略に。
  - 第24歩兵師団の第34歩兵連隊戦闘団 - 予備隊としてタナメラ湾に上陸。
- アメリカ海軍第5艦隊
  - 第58任務部隊（空母エンタープライズ、バンカー・ヒル、ホーネット、ヨークタウン、レキシントン、小型空母モンテレー、ベロー・ウッド、カウペンス、カボット、プリンストン基幹）など
- アメリカ海軍第7艦隊
  - 第74任務部隊 (旗艦:重巡「オーストラリア」)

## 経過

### 米軍の上陸

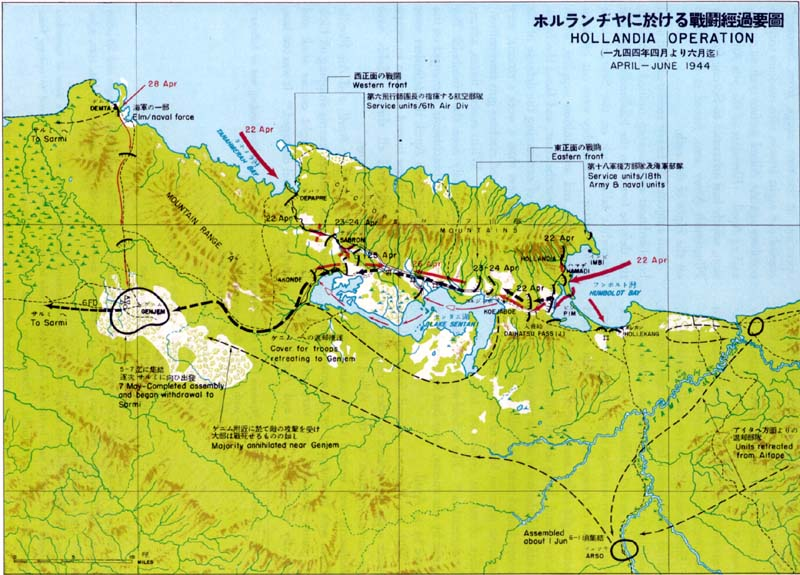
ホーランジアの戦いの戦闘経過図

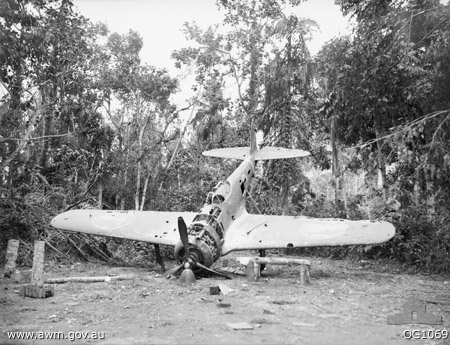
遺棄された日本軍一式戦闘機

ホーランジアとアイタペ方面には、3月頃から米軍による空爆や陸地への艦砲射撃が相次いでいた。日本側は4月上旬の北園少将着任の頃から泥縄式に防備体制構築を図っていたが、4月16日にようやく状況把握が終わって、第54兵站司令官の石津大佐が警備責任者に部署されたという段階であった。比較的戦闘力がある南洋第6支隊と第54兵站警備隊がフンボルト湾の水際守備に配置されたが、予備の第54兵站勤務中隊を加えても合計でわずか500人足らず。タナメラ湾にいたっては、ほとんど無防備に近かったと見られる。
ホーランジアは上陸前日の4月21日にアメリカ空母部隊約600機による大規模な空襲に見舞われ、日本側航空戦力は全滅状態となった。また、ホーランジアの西側のサルミ、ワクデや東側のアイタペも空襲を受けた。
日本軍は航空偵察によりニューギニアに向かう連合軍の輸送船団を発見していたが、第18軍は上陸の前日の午後においてもマダンまたはウェワク方面に上陸する可能性が高く、ホーランジアに上陸の可能性は低いと判断していた。
1944年4月22日、第24師団及び第41師団を主力とする米軍が、オーストラリア海軍の重巡洋艦オーストラリア・シュロップシャー及びアメリカ海軍の軽巡洋艦ボイシ、ナッシュビルの艦砲射撃の支援の元、フンボルト湾およびタナメラ湾からホーランジアへ上陸した。主攻撃目標は、守備が特に手薄なのを見抜いてタナメラ湾を選んでいる。米軍の上陸部隊は多数の航空機などに援護され、22日のうちにホーランジアの東海岸と西海岸の地域をほぼ全域を占領することができた。日本軍は多くが軍刀や銃剣を武器とするなど満足な装備が無く、有効な抵抗ができない間に大きな損害を受け、退却を余儀なくされた。海軍部隊でも、第9艦隊司令長官遠藤喜一海軍中将が負傷、その後一時行方不明となるなど大損害を受けていた。
一方で独立自動車第42大隊は山上から火のついたドラム缶を米軍めがけて転がすなどの抵抗を続けた。
4月23日の日没直後に飛来した日本軍航空機1機だけが、連合国側にとって大きな障害となった。この機が投下した爆弾は、連合軍占領下にあった日本軍の弾薬庫に命中して誘爆させ、連合軍側の物資集積所にまで延焼した。火災は24日中続き、連合軍側は「日本軍の逆上陸があった」などの誤報が飛び交う混乱状態に陥った。損害は死傷124人以上、揚陸済み物資の60%（戦車揚陸艦11隻分）が焼失する甚大なもので、揚陸地点が一時使用不能となったこととあわせて、連合軍側の兵站に相当な困難をもたらした。25日に新たな補給船団が到着して、なんとか十分な食料が兵士にいきわたるようになった。

### サルミへの撤退
米軍が上陸した5日後の1944年4月26日に、飛行場などは連合軍の制圧下に入り、以後、連合軍は6月6日まで掃討戦を続けた。同じく4月26日、現地での先任指揮官であった第6飛行師団長心得稲田正純少将は、日本軍の残存兵力を西部ニューギニアのサルミ方面へ撤退させることを決断した。しかし、サルミまでの400kmの道は非常に険しく、途中には100以上の川を越えなければならなかった。渡河の際、体力の低下が激しかった将兵たちは、豪雨の影響もあり激流に流され、そのまま死亡する者も多かった。さらに、食料が著しく不足していた上にマラリアの感染者も多く、発熱して道に倒れたまま死んでいく者も多かった。そのためホーランジアとサルミ間の道は白骨化した死体が続く惨状となった。特にサルミのすぐ近くにあるトル川では第36師団による奪還作戦（後述）の邪魔にならないように撤退してきた兵士の渡河を阻止した。稲田少将の要請により一部の航空部隊の渡河が許されたがそれ以外の兵士は飢餓により次々と死んでいった。「命をトル川」とまで言われた。
ホーランジアにあった第18軍関係部隊の人員6600人の内、1-2ヶ月後にサルミに到着した者はわずかに約500人に過ぎなかった。海軍部隊は5月3日に米軍部隊と遭遇して全滅、遠藤司令長官も戦死した（死後、大将に昇進）。
（戦史叢書 22 によると、「ホーランジアからサルミに向かったのは第18軍部隊と第6飛行師団部隊を合わせて約7,000名で、10グループに分かれて4月26日～5月7日に出発。サルミの戦闘が小康状態になった6月下旬にサルミ地区で自活体制に入った第6飛行師団人員は約2,000名。」となっている。）
5月17日に米軍がサルミに上陸を開始すると稲田少将は第4航空軍再建のために空中勤務者13名と司令部要員37名だけを連れて海路でマノクワリまで撤退した。このため稲田少将は後日敵前逃亡の嫌疑で軍法会議にかけられ停職二ヶ月の処分となった。
稲田少将が司令部要員のほとんどを連れて行ってしまったため現地の部隊では混乱が生じたが参謀の一人が現地に残って代わりの職務を果たした。
この稲田少将の撤退により元々雑多だったホーランジアからの撤退部隊は完全に統制を失い、少なからずの将兵がいわゆる“餓鬼道”の状態になり強盗殺人やカニバリズムが横行した。このためサルミ地区では撤退してきた将兵の銃殺処分が検討されたが隔離された上で自活ということに落ち着いた。

### 奪還作戦
ホーランジアへの敵襲を知った第18軍司令官安達二十三中将は、直ちに反撃することを決意し、これに同意した第2方面軍司令官阿南惟幾大将は、4月24日、サルミにあった第2軍所属の第36師団による救援作戦を立案した。阿南大将は、第36師団の反対を押し切り、同師団から歩兵第224連隊主力を基幹とする松山支隊を編成、5月8日に出動させた。舟艇機動により逆上陸をかけてホーランジアを奪還する計画であったが、移動中の5月17日に、サルミほかへも米軍の上陸が始まったため作戦中止となった（サルミの戦い）。松山支隊は、付近の上陸部隊の迎撃に充てられた。

## 結果
ホーランジアの日本軍は壊滅し、同地は連合軍の占領下となった。また、アイタペでも、連合軍は日本軍を制圧して予定通りに占領した。連合軍のホーランジア上陸後の調査によると、そこには日本軍の340機の破損航空機が数えられた。連合軍上陸前、ホーランジアに駐留していた日本の第18軍の関係者は約6700人、総兵力14600人だったのが、上述のとおり、サルミまで生きてたどり着いた者は僅かに約500名であった。この無事に転進できた者も、そのままサルミ攻防戦に加入することになり、最終的に日本へ帰還したのは143名だけだった。ほかにホーランジアで捕虜となった者が611人ある。また、アイタペとホーランジアの間を移動中に連合軍の上陸に遭遇し、ホーランジアの奥の山間部で10年を過ごした4名（当初の17名のうち13名は死亡）の日本兵が、1955年3月に日本に帰還した。
ウェワクの日本軍（第18軍）は戦線の後方に取り残されることになり、補給も完全に途絶えた中でアイタペの奪還を目指したアイタペ作戦を7月に行うことになる。
ダグラス・マッカーサーは、占領したホーランジアを拠点としてフィリピン奪還作戦の指揮を執った。